# (8012) 1990 HO3
(8012) 1990 HO3 este un asteroid din centura principală, descoperit pe 29 aprilie 1990 de Michael Irwin și Anna Żytkow.